# Irlanda en la Copa Mundial de Fútbol de 1994
Irlanda es una de las 24 selecciones participantes en la Copa Mundial de Fútbol de Estados Unidos 1994, la que es su segunda participación consecutiva en un mundial.

## Clasificación

### Grupo 3
| Pos. | Equipo            | Pts. | PJ | G | E | P | GF | GC | Dif. | Clasificación |     | ESP | IRL | DEN | NIR | LTU | LVA | ALB |
| ---- | ----------------- | ---- | -- | - | - | - | -- | -- | ---- | ------------- | --- | --- | --- | --- | --- | --- | --- | --- |
| 1    | España            | 27   | 12 | 8 | 3 | 1 | 27 | 4  | +23  | Clasificados  |     | —   | 0–0 | 1–0 | 3–1 | 5–0 | 5–0 | 3–0 |
| 2    | Irlanda           | 25   | 12 | 7 | 4 | 1 | 19 | 6  | +13  | Clasificados  |     | 1–3 | —   | 1–1 | 3–0 | 2–0 | 4–0 | 2–0 |
| 3    | Dinamarca         | 25   | 12 | 7 | 4 | 1 | 15 | 2  | +13  |               |     | 1–0 | 0–0 | —   | 1–0 | 4–0 | 2–0 | 4–0 |
| 4    | Irlanda del Norte | 18   | 12 | 5 | 3 | 4 | 14 | 13 | +1   |               | 0–0 | 1–1 | 0–1 | —   | 2–2 | 2–0 | 3–0 |     |
| 5    | Lituania          | 9    | 12 | 2 | 3 | 7 | 8  | 21 | −13  |               | 0–2 | 0–1 | 0–0 | 0–1 | —   | 1–1 | 3–1 |     |
| 6    | Letonia           | 5    | 12 | 0 | 5 | 7 | 4  | 21 | −17  |               | 0–0 | 0–2 | 0–0 | 1–2 | 1–2 | —   | 0–0 |     |
| 7    | Albania           | 5    | 12 | 1 | 2 | 9 | 6  | 26 | −20  |               | 1–5 | 1–2 | 0–1 | 1–2 | 1–0 | 1–1 | —   |     |

 Fuente: 

## Jugadores
Estos son los 22 jugadores convocados para el torneo:
Jugador no convocado:(N°23) Kelham Gerard O´Hanlon ARQ 16/5/1962 Preston North End Inglaterra

## Resultados
Irlanda fue eliminada en la segunda ronda.

### Grupo E
| País    | J | G | E | P | GF | GC | GD | Pts |
| ------- | - | - | - | - | -- | -- | -- | --- |
| México  | 3 | 1 | 1 | 1 | 3  | 3  | 0  | 4   |
| Irlanda | 3 | 1 | 1 | 1 | 2  | 2  | 0  | 4   |
| Italia  | 3 | 1 | 1 | 1 | 2  | 2  | 0  | 4   |
| Noruega | 3 | 1 | 1 | 1 | 1  | 1  | 0  | 4   |

| 18 de junio de 1994 | Italia | 0-1     | Irlanda      | Giants Stadium, East Rutherford                                |                                                                |
|                     |        | Reporte | Houghton 11' | Asistencia: 75 338 espectadores Árbitro(s): Mario van der Ende | Asistencia: 75 338 espectadores Árbitro(s): Mario van der Ende |

| 24 de junio de 1994 | México         | 2-1     | Irlanda      | Citrus Bowl, Orlando           |                                |
|                     | García 42' 65' | Reporte | Aldridge 84' | Árbitro(s): Kurt Röthlisberger | Árbitro(s): Kurt Röthlisberger |

| 28 de junio de 1994 | Irlanda | 0-0     | Noruega | Giants Stadium, East Rutherford                                |                                                                |
|                     |         | Reporte |         | Asistencia: 72 404 espectadores Árbitro(s): José Torres Cadena | Asistencia: 72 404 espectadores Árbitro(s): José Torres Cadena |

## Segunda ronda
| 4 de julio de 1994 | Países Bajos            | 2-0     | Irlanda | Citrus Bowl, Orlando                                        |                                                             |
|                    | Bergkamp 11' · Jonk 41' | Reporte |         | Asistencia: 61 355 espectadores Árbitro(s): Peter Mikkelsen | Asistencia: 61 355 espectadores Árbitro(s): Peter Mikkelsen |